# Bob Fitzsimmons
Robert James "Bob" Fitzsimmons (Helston, 26 mei 1863 – Chicago, 22 oktober 1917) was een Brits bokser. Hij was de eerste bokser die wereldkampioen werd in drie verschillende gewichtsklassen.

## Biografie
Fitzsimmons emigreerde op 9-jarige leeftijd met zijn familie naar Nieuw-Zeeland. Hij begon rond 1885 in Australië met professioneel boksen. In 1891 won hij het wereldkampioenschap middengewicht door een overwinning op Nonpareil Jack Dempsey. In 1897 won hij het wereldkampioenschap zwaargewicht toen hij wereldkampioen James J. Corbett versloeg op knock-out in de 14e ronde.
Fitzsimmons verloor zijn titel bij zijn eerste titelverdediging tegen James J. Jeffries in 1899, toen hij in de elfde ronde knock-out ging. In deze wedstrijd woog Fitzsimmons slechts 167 pond, terwijl Jeffries 206 pond woog. In 1902 kwam er een rematch, waarin Fitzsimmons opnieuw knock-out werd geslagen door Jeffries.
In 1903 won Fitzsimmons het wereldkampioenschap lichtzwaargewicht door een overwinning op George Gardner. In 1905 verloor hij deze titel aan Philadelphia Jack O'Brien in een gevecht dat eindigde in de dertiende ronde. Na deze nederlaag bleef Fitzsimmons sporadisch vechten tot 1914.
Fitzsimmons overleed in 1917 op 54-jarige leeftijd aan een longontsteking. Hij werd in 1990 opgenomen in de International Boxing Hall of Fame.